# CSS Washington
El CSS Washington era una goleta o un bergantín capturada a los Estados Unidos durante la guerra de Secesión.

## Historia

### Servicio en los Estados Unidos
El Washington, era un buque de dimensiones desconocidas, construido por el Servicio de revenue cutter de los Estados Unidos como el 2º de ese nombre, el buque tuvo como presa más resaltante la goleta La Amistad, un esclavista mercante españolen la que se llevó a cabo una rebelión de esclavos el 2 de julio, fue incautado por el estado de Nueva Orleans, cuando Luisiana se separó, y su nombre fue retenido por la Marina de los Estados Confederados.

### Servicio en los Estados Confederados
En junio de 1861, el teniente David Dixon Porter, USN, al mando del USS Powhatan, informa en una carta al Secretario de Marina, su equipamiento allí y añade que está casi listo para zarpar, pero el CSS Washington fue destruido por los confederados el 25 de abril de 1862.